# Fritz Henle
Fritz Henle (geboren 9. Juni 1909 in Dortmund; gestorben 31. Januar 1993 in San Juan (Puerto Rico)) war ein deutschamerikanischer freischaffender Fotograf. Seine Vorliebe für Rolleiflex-Kameras brachte ihm den Beinamen „Mr. Rollei“ ein.

## Leben
Fritz Henle war ein Sohn des Chirurgen Adolf Henle und der Enkel von Jakob Henle. Seine Geschwister Annemarie Henle Pope und Werner Henle mussten ebenfalls vor der rassistischen Verfolgung aus Deutschland fliehen.
Henle begann in den 1920er-Jahren als Autodidakt mit der Fotografie, besuchte von 1930 bis 1931 die Bayerische Staatslehranstalt für Lichtbildwesen und bereiste von 1934 bis 1936 als Werbefotograf für die Reederei Lloyd Triestino Japan, China und Indien. Im Jahr 1936 emigrierte er in die USA und lebte bis 1948 in New York. Im Jahr 1942 erhielt er die amerikanische Staatsbürgerschaft. Bis zum Ende des Zweiten Weltkriegs arbeitete Henle für verschiedene amerikanische Magazine wie Life, für das er fünf Titelfotos erstellte, Mademoiselle, Holiday, Fortune und Harper’s Bazaar, außerdem war er für das United States Office of War Information tätig.
Seit 1948 lebte Henle auf Saint Croix, der größten der Amerikanischen Jungferninseln, und publizierte zahlreiche Bildbände, die sich meist Themen der Karibik widmeten. Er starb am 31. Januar 1993 in San Juan (Puerto Rico) an Herzversagen.

## Werk
Neben seinen Tätigkeiten für zahlreiche US-amerikanische Magazine hat Henle über 20 reisefotografische Bildbände geschaffen. Im Bereich der Amateurfotografie ist sein Buch Fritz Henle´s Guide to Rollei Photography aus dem Jahr 1956 zu erwähnen. Der Fotografiehistoriker Helmut Gernsheim bezeichnete Henle als den „letzten klassischen freischaffenden Fotografen“.